# Хуохинг
Хуохинг (нем. Huoching; около 675—744) — знатный франк алеманнского происхождения.

## Биография
Достоверно известно, что Хуохинг был выходцем из знатной алеманнской семьи. Предполагается, что он мог принадлежать к династии Агилольфингов и быть сыном герцога Готфрида. О таком происхождении Хуохинга упоминал Теган в «Деяниях императора Людовика». В этом случае младшим братом Хуохинга был герцог Баварии Одилон. Однако ряд медиевистов сомневаются в таких родственных связях Хуохинга, считая его выходцем из какой-нибудь другой знатной франкской семьи (например, из рода Небилунгидов). Супругой Хуохинга была дочь баварского герцога Теодона II и Фолхайд. Сын Хуохинга Хнаби играл важную роль в основании около 724 года монастыря в Райхенау, а также в основании Санкт-Галленского аббатства.
По мнению Ханса Янихена, имена Хуохинг и Хнаби могли найти отражение в упомянутых в древнеанглийских поэмах «Беовульф», «Видсид» и «Финнсбургском фрагменте» именах легендарных королей Хока и Хнэфа. Возможно, некоторые из фактов биографий этих лиц были перенесены на англосаксонских правителей. Впервые такую версию высказал в 1849 году Джон Митчелл Камбль.